# Jeremy Thorpe
Vous lisez un « bon article » labellisé en 2017.
Pour les articles homonymes, voir Thorpe.
Jeremy Thorpe est un homme politique britannique né le 29 avril 1929 à Londres et mort le 4 décembre 2014 dans la même ville. Il est député à la Chambre des communes de 1959 à 1979, et dirige le Parti libéral de 1967 à 1976. En mai 1979, il passe en jugement auprès de la Haute cour criminelle de Old Bailey pour complot et incitation au meurtre sur la personne de Norman Scott, un ex-mannequin dont il a été très proche dans le passé. Thorpe est acquitté de toutes les charges retenues contre lui, mais cette affaire porte un coup fatal à sa carrière politique.
Bien que son père et son grand-père aient été députés du Parti conservateur, Jeremy Thorpe choisit dans sa jeunesse de se rapprocher du petit Parti libéral, pourtant mal en point à l'époque. Il fait ses études à Oxford et devient une étoile montante parmi les libéraux dans les années 1950. Il entre au Parlement à l'âge de 30 ans, s'y fait remarquer sans tarder et est élu leader du Parti libéral en 1967. Ses débuts à ce poste sont difficiles, mais Thorpe parvient à capitaliser sur l'impopularité croissante des deux grands partis de gouvernement pour remporter une série de succès électoraux remarquables, avec un apogée aux élections générales de février 1974 qui voient les libéraux recevoir 6 millions de voix. En raison du mode de scrutin majoritaire qui a cours au Royaume-Uni, ce succès ne leur permet d'obtenir que 14 sièges, mais comme aucun autre parti ne bénéficie de la majorité absolue, Thorpe se retrouve dans une situation d'arbitre très avantageuse. Il se voit offrir un portefeuille ministériel par Edward Heath, le Premier ministre conservateur, qui propose ainsi de faire participer les libéraux à une coalition. Thorpe exige en retour un changement de la loi électorale que Heath ne peut que refuser, entraînant la chute de son cabinet et la mise en place d'un gouvernement travailliste minoritaire.
Février 1974 marque l'apogée de la carrière politique de Thorpe. Son parti commence ensuite à décliner, tandis que des rumeurs circulent au sujet de sa possible implication dans un complot visant à éliminer Norman Scott, son amant présumé. Sa situation devient intenable et il finit par démissionner en mai 1976. Lorsque l'affaire passe en jugement, trois ans plus tard, Thorpe n'avance aucun argument ni preuve pour se défendre, partant du principe que l'accusation n'a qu'un dossier vide à lui opposer. Cette attitude laisse donc de nombreuses questions sans réponse, et Thorpe en sort acquitté, mais largement discrédité, et ne retrouve jamais de responsabilités publiques. Il apprend au milieu des années 1980 qu'il est atteint de la maladie de Parkinson. Au fil de sa longue retraite, son image retrouve une partie du lustre qu'elle avait perdu, et à sa mort, en 2014, la jeune génération libérale lui rend hommage en saluant son action d'infatigable avocat des droits de l'homme et d'opposant à l'apartheid et à toute forme de racisme.

## Famille et enfance
John Jeremy Thorpe naît dans le quartier londonien de South Kensington le 29 avril 1929. Son père, John Henry Thorpe, est un avocat qui a siégé à la Chambre des communes de 1919 à 1923 comme député conservateur de Manchester Rusholme. Sa mère, Ursula Norton-Griffiths, est la fille d'un autre député conservateur, John Norton-Griffiths, dont l'impérialisme enthousiaste lui a valu le surnom d'« Empire Jack ». La famille Thorpe se prétend apparentée à d'autres Thorpe prestigieux, comme le Robert Thorpe qui occupe brièvement le poste de Lord Chancelier en 1372 ou le Thomas Thorpe qui préside la Chambre des communes en 1453-1454. Néanmoins, les ancêtres proches de Jeremy Thorpe sont d'origine irlandaise. Son arrière-grand-père, William Thorpe, est un policier dublinois qui s'élève jusqu'au rang de superintendant. L'un de ses fils, John Thorpe, devient prêtre de l'Église d'Angleterre et occupe le poste d'archidiacre de Macclesfield de 1922 à 1932. Son mariage avec une fille de la riche famille anglo-irlandaise Aylmer profite considérablement à la famille Thorpe, de même que le mariage de sa fille Olive au sein des Christie-Miller, une puissante famille du Cheshire. Ce lien de parenté profite à Jeremy Thorpe et à son père, dont l'éducation est financée par l'argent des Christie-Miller.
Jeremy Thorpe est le troisième enfant de la famille, et le premier garçon. Il grandit dans un environnement privilégié et protégé, sous la garde de plusieurs nourrices. En 1935, il entre à l'école Wagner, sur Queen's Gate. Il devient bon violoniste et joue fréquemment lors des concerts de l'école. Bien que son père ne siège plus au Parlement, il bénéficie toujours des réseaux de relations qu'il s'y est forgé, et il n'est pas rare de voir des hommes politiques importants passer la soirée chez les Thorpe. Parmi eux, on trouve notamment le libéral David Lloyd George : sa fille Megan est une amie proche d'Ursula Thorpe et sert de marraine à Jeremy. Lloyd George devient un modèle pour Jeremy et inspire son ambition de faire carrière au sein du Parti libéral.

## Études
En janvier 1938, Jeremy Thorpe est inscrit à Cothill House, une école de l'Oxfordshire qui prépare les jeunes garçons pour Eton. Durant l'été 1939, alors que la guerre menace d'éclater, les Thorpe quittent Londres pour s'installer à Limpsfield, un village du Surrey, où leur fils étudie à l'école communale. En juin 1940, l'invasion allemande semble imminente et les Thorpe envoient leurs enfants à Boston, chez leur tante Kay Norton-Griffiths. Jeremy est inscrit à la Rectory School de Pomfret, dans le Connecticut, en septembre. Par la suite, il garde un bon souvenir de ses trois années sur le sol américain. En 1943, les enfants Thorpe rentrent au Royaume-Uni sur le HMS Phoebe, un croiseur de la Royal Navy, grâce aux relations de leur père.
Thorpe entre à Eton en septembre 1943. Il s'avère un étudiant passable, qui ne montre guère de prédispositions pour le sport. Il se révolte contre le conformisme, mais ce n'est qu'une façade, et sa flagornerie lui vaut le surnom d'Oily Thorpe, « Thorpe l'onctueux ». Il se vante aussi de ses relations avec des gens importants et célèbres, ce qui agace ses camarades, et démissionne du corps des élèves officiers, ce qui offense les traditionalistes de l'école. Par la suite, Thorpe reste discret sur cette période de sa vie : son autobiographie se contente de mentionner sa participation à l'orchestre de l'école, et son éphémère projet de carrière comme violoniste professionnel après avoir remporté une coupe. Ses années à Eton sont assombries par la mort de son père en 1944 : John Henry Thorpe meurt à 57 ans, prématurément usé par sa lourde charge de travail, accrue en temps de guerre.

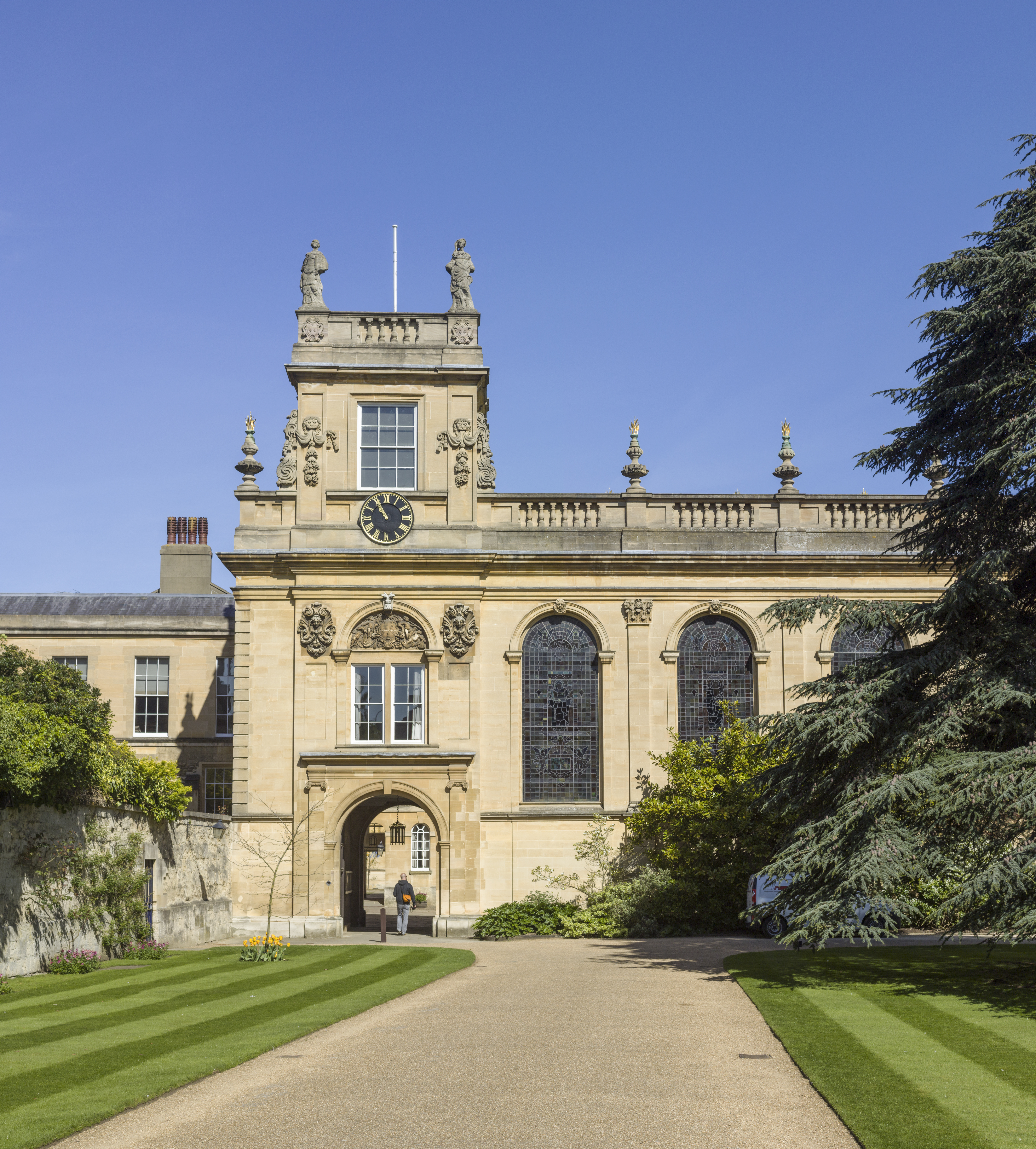
Trinity College à Oxford, où Thorpe étudie le droit.

Ayant une place assurée au Trinity College de l'université d'Oxford, Thorpe quitte Eton en mars 1947. Il entame son service militaire au mois de septembre, mais il est renvoyé à la vie civile au bout de six semaines pour raisons médicales après s'être effondré durant un parcours du combattant — une crise qui pourrait avoir été simulée. Il travaille ensuite comme professeur remplaçant pendant quelques mois, jusqu'à pouvoir entrer au Trinity College, le 8 octobre 1948.
Bien que son sujet d'études soit le droit, Thorpe s'intéresse avant tout aux questions politiques et sociales durant ses années à Oxford. Son tempérament flamboyant ne tarde pas à attirer l'attention. Il s'implique très tôt au sein du club libéral de l'université, qui compte alors plus de 800 membres, en net contraste avec les résultats moroses du parti au niveau national. Élu membre du comité directeur dès la fin de sa première année à Oxford, il en devient le président en novembre 1949. Son dévouement dépasse les frontières de l'université : il contribue avec enthousiasme aux campagnes électorales du parti et, après son vingt-et-unième anniversaire, propose son nom pour les listes de candidats potentiels.
Outre le club libéral, Thorpe devient également président de la société de droit de l'université, mais son objectif principal est la présidence de l'Oxford Union, un poste dont les détenteurs sont promis à de grandes carrières. En règle générale, avant de devenir président, il est nécessaire d'occuper d'abord un poste subalterne, tel que secrétaire ou trésorier, mais Thorpe décide de brûler les étapes et de se présenter directement à la présidence au début de l'année 1950. Il est sèchement battu par le futur présentateur de télévision Robin Day. Son obsession pour la politique et ses tactiques parfois douteuses font tourner certaines campagnes au vinaigre, mais il remporte également de nombreux soutiens et parvient à battre Dick Taverne et William Rees-Mogg lors de l'élection pour la présidence de l'Union au second semestre 1951,. Son mandat se distingue par la grande variété d'orateurs invités, du baron Lord Hailsham à l'humoriste Stephen Potter en passant par le juriste Norman Birkett.
Les diverses activités extra-curriculaires de Jeremy Thorpe lui prennent beaucoup de temps, si bien qu'il met quatre ans et non trois à terminer ses études de droit. Il quitte Oxford à l'été 1952 avec les honneurs de troisième classe. Durant cette période de sa vie, il s'est fait de nombreux amis promis à des carrières prestigieuses. Bien qu'il ne se soit quasiment lié qu'avec des hommes, il n'a jamais été considéré comme membre d'une des coteries homosexuelles d'Oxford. Il avoue à un ami que la politique lui fournit toute l'excitation dont il a besoin, ce qui rend le sexe complètement inutile pour lui.

## Débuts de carrière

### En politique
Une fois accepté comme candidat potentiel par le Parti libéral, Jeremy Thorpe se lance à la recherche d'une circonscription. Les élections de 1950 et 1951 ont été difficiles pour le parti, réduit d'abord à neuf, puis à six députés, et son avenir semble sombre. Que Thorpe s'implique autant au sein d'un parti aussi mal en point témoigne d'un engagement plus fort que ne l'ont décrit nombre de ses critiques : si son objectif principal avait été d'entrer au Parlement, ses chances auraient été bien meilleures en rejoignant les conservateurs ou les travaillistes.
La première circonscription proposée à Thorpe est celle du Montgomeryshire, où il succèderait au leader libéral Clement Davies après sa retraite, mais Davies ne semble pas près de se retirer. Thorpe décide donc de chercher ailleurs, et il se tourne vers le Devon et les Cornouailles, des régions de tradition libérale où le parti a connu des résultats honorables en 1950-1951. Il les connaît déjà pour avoir apporté son aide à Dingle Foot, le candidat libéral pour la circonscription de North Cornwall. L'agent de Foot suggère à Thorpe de se pencher sur la circonscription voisine de North Devon, mais les libéraux de Torrington souhaitent qu'il s'engage dans leur circonscription, tandis que Foot voit en lui un possible successeur au siège de North Cornwall. En fin de compte, Thorpe opte pour le North Devon. Cette circonscription a déjà été représentée par un libéral, mais en 1951, le candidat libéral n'y a même pas obtenu 20 % des voix. La candidature de Thorpe dans le North Devon est entérinée en avril 1952.
Politiquement, Thorpe partage les opinions d'autres jeunes militants libéraux : il considère que le parti devrait offrir une alternative radicale, mais pas socialiste, au gouvernement conservateur. Avec d'autres, il fonde le Radical Reform Group pour promouvoir ces idées au sein du parti. Il passe une bonne partie de son temps libre au contact de ses électeurs potentiels du North Devon. Son discours de campagne mêle considérations locales et problèmes d'ampleur internationale, relayant des opinions très libérales sur le colonialisme et l'apartheid. Lors des élections générales anticipées d'avril 1955, Thorpe fait campagne avec énergie et parvient à réduire de moitié la majorité conservatrice dans le North Devon. Il n'emporte pas le siège, mais termine devant le candidat travailliste,.

### Au barreau et au petit écran
Afin de gagner sa vie, Thorpe s'oriente vers le droit. Il achève sa formation d'avocat en février 1954 et s'inscrit au barreau à la société de l'Inner Temple. Comme ses honoraires ne lui assurent pas suffisamment de revenus, il se tourne vers le journalisme télévisuel et trouve un engagement auprès de la chaîne londonienne Associated-Rediffusion. Il est d'abord chargé de diriger une émission de débats scientifiques appelée The Scientist Replies, puis il devient intervieweur pour l'émission This Week, fer de lance du département informations de la chaîne. Pour This Week, il est notamment envoyé au Ghana en 1957 à l'occasion des festivités qui accompagnent l'indépendance du pays, puis en Jordanie en 1958 pour un reportage sur un complot visant à assassiner le roi Hussein. Présentateur de talent, Thorpe est régulièrement invité à participer aux plateaux de l'émission Any Questions? de la BBC, en parallèle de son travail pour Associated-Rediffusion. Sa chaîne lui propose même un poste de commentateur principal, mais cette offre est soumise à la condition qu'il renonce à sa candidature aux élections législatives, et il préfère décliner.
Dans la seconde moitié des années 1950, Thorpe mène de front ses activités de juriste et de journaliste, ainsi que ses responsabilités politiques dans le North Devon où il se dépense sans compter pour s'assurer une solide base électorale. Le Parti libéral est dirigé depuis septembre 1956 par Jo Grimond qui transmet une image plus moderne que son prédécesseur Davies et dont les idées sont plus en phase avec celles de Thorpe et de ses amis réformistes. Malgré des débuts difficiles (les libéraux perdent leur siège de Carmarthen en février 1957), Grimond commence à engranger des résultats probants lors des élections partielles qui suivent, jusqu'à obtenir une première victoire en mars 1958 à Torrington, une circonscription du Devon où les libéraux n'avaient même pas de candidat lors des élections de 1955. Pour Thorpe, qui s'est beaucoup investi dans la campagne électorale à Torrington, cette victoire dans une circonscription voisine de la sienne est le signe annonciateur d'un succès prochain pour lui-même.
Durant cette période, il dissimule son homosexualité, car la révélation de ses préférences sexuelles, alors illégales, mettrait un terme à sa carrière politique. Le grand public l'ignore, mais dans le North Devon, elle est connue et acceptée, tandis que de nombreux membres du Parti libéral la soupçonnent. Aux yeux du monde, Thorpe est un journaliste qui commence à être connu et un homme politique dont le style animé, aussi bien capable d'encourager ses partisans que d'abattre ses adversaires, est très admiré.

## Député
Thorpe recueille les fruits de son labeur dans le North Devon lors des élections de 1959 : il est élu avec 362 voix d'avance sur le candidat conservateur. Sa première intervention à la Chambre des communes, le 10 novembre 1959, prend place lors des débats sur une loi concernant les emplois locaux.

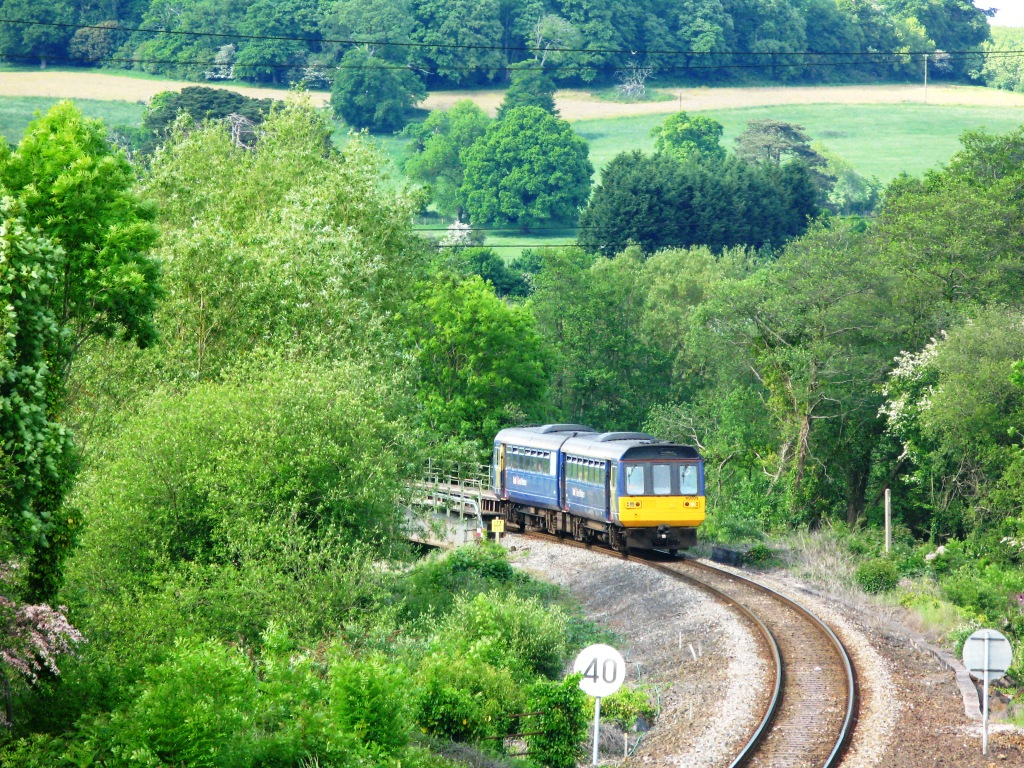
La ligne Barnstaple-Exeter échappe aux Beeching cuts grâce aux efforts de Thorpe.

Thorpe travaille aux intérêts de sa circonscription : il obtient la fondation d'un nouvel hôpital, la création d'une liaison routière avec l'autoroute M5 et le sauvetage de la liaison ferrée Barnstaple-Exeter, menacée par les Beeching cuts. Il n'hésite pourtant pas à aller à l'encontre de l'opinion dominante de ses électeurs et à le faire savoir : il est notamment opposé à la pendaison et en faveur de l'immigration et de l'Europe. Adversaire déclaré du colonialisme, il ne fait pas mystère de son rejet des régimes oppresseurs d'Afrique du Sud et de l'éphémère Fédération de Rhodésie et du Nyassaland.
Au sein du Parti libéral, Thorpe participe à la création d'un organisme informel nommé « Winnable Seats », dont le but est d'orienter les fonds et l'énergie du parti vers des circonscriptions spécifiques, considérées comme propices à une victoire libérale. Cette stratégie donne lieu à de bons résultats lors d'élections partielles en 1961 et 1962, avec notamment un succès retentissant à Orpington en mars 1962 : une majorité conservatrice de 14 670 voix bascule vers une majorité libérale de 7 855 voix. Le Parti libéral se distingue également lors des élections municipales et apparaît à égalité avec les deux grands partis dans certains sondages. Les élections générales de 1964 reflètent cette percée libérale dans les suffrages (11,2 %, le double de 1959), mais pas à la Chambre : le parti ne gagne que deux sièges,, dont celui de Bodmin, remporté par Peter Bessell. Dans sa circonscription du North Devon, Thorpe est réélu avec plus de 5 000 voix d'avance.
Après les élections, Thorpe apparaît comme le successeur attendu de Jo Grimond. Il renforce sa position en devenant le trésorier du Parti libéral en 1965. Son talent pour lever des fonds est indéniable, bien qu'il s'attire des critiques en voulant à tout prix contrôler lui-même la majeure partie des fonds du parti. Au mois de juillet, Thorpe visite l'Afrique centrale et australe, en particulier la Zambie et la Rhodésie. À son retour, il prévient le Premier ministre travailliste Harold Wilson qu'à moins d'une intervention armée, le gouvernement rhodésien de Ian Smith risque de proclamer unilatéralement son indépendance. Wilson refuse d'avoir recours à l'armée et la prédiction de Thorpe se réalise : la Rhodésie se proclame indépendante le 11 novembre. Thorpe vilipende la gestion du problème rhodésien par le gouvernement dans son discours devant l'assemblée générale du Parti libéral et exige le bombardement des voies ferrées qui acheminent le ravitaillement en pétrole de la Rhodésie par les Nations unies. Ce discours ravit la frange radicale des libéraux, mais de nombreux Tories sont outrés. Jusqu'à la fin de sa carrière, « Bomber Thorpe » est le surnom qu'ils donnent au député libéral.
Lors des élections anticipées de 1966, le Parti libéral ne recueille que 8,5 % des voix, mais il passe de neuf à douze députés. C'est le signe que la stratégie des Winnable Seats porte ses fruits. Pour Thorpe, les résultats sont plus décevants : il est certes réélu, mais avec seulement 1 166 voix d'avance.

## Leader du Parti libéral
Jo Grimond annonce son intention d'abandonner la direction du Parti libéral après les élections de 1966. Sa démission est effective le 17 janvier 1967, et une élection pour sa succession est immédiatement organisée, le corps électoral étant constitué des douze députés libéraux. Lors de premier tour, Jeremy Thorpe recueille six voix, Eric Lubbock (le député d'Orpington) trois et Emlyn Hooson (le député du Montgomeryshire) trois. Lubbock et Hooson se retirent le 18 janvier et Thorpe est déclaré vainqueur,. Il offre un contraste saisissant avec les leaders des deux grands partis Harold Wilson et Edward Heath : il est bien plus jeune qu'eux et passe beaucoup mieux à la télévision.
Durant ses premières années à la tête des libéraux, Thorpe doit composer avec les Jeunes libéraux, qui cherchent à tirer le parti vers la gauche : ils exigent que les ouvriers contrôlent les usines nationalisées, un départ de l'OTAN et des coupes franches dans le budget de la défense. Ces propositions radicales suscitent des débats virulents au sein du parti et ternissent son image publique, d'autant que le climat politique ne se prête guère à un tel programme. L'impopularité du gouvernement Wilson profite aux conservateurs, qui font d'excellents scores aux élections partielles, tandis que les libéraux ne parviennent pas à se démarquer. Le mécontentement gronde dans les rangs du parti, culminant dans une tentative de renverser Thorpe par une alliance de circonstance entre les Jeunes libéraux et des membres de longue date du parti. Les conspirateurs choisissent de frapper alors que Thorpe est en lune de miel à l'étranger, ce qui ne leur attire pas la sympathie des membres du parti, ni celle du grand public : Thorpe est soutenu par 48 voix contre 2 par le directoire du parti à son retour.
Il connaît une période de stabilité émotionnelle après son mariage avec Caroline Allpass. Ils ont un fils en avril 1969. Peu après, les libéraux remportent un succès inattendu à Birmingham Ladywood, un bastion travailliste. Mais il ne s'agit que d'une victoire ponctuelle, et les élections de 1970 s'annoncent difficiles. Effectivement, le Parti libéral ne recueille que 7,5 % des voix et perd sept de ses treize sièges, dont celui de Birmingham Ladywood. Thorpe lui-même est tout juste réélu avec une majorité de 369 voix seulement.

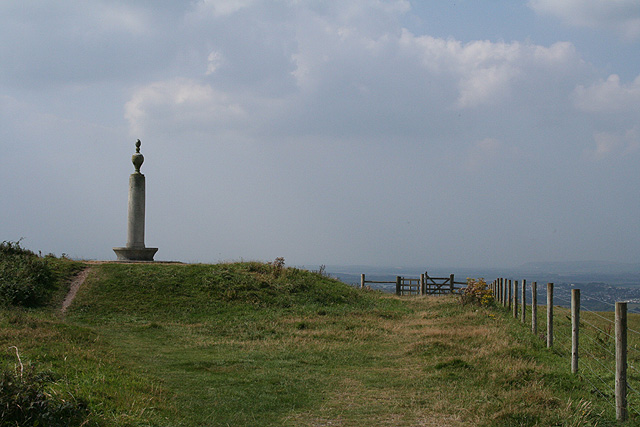
Le monument à la mémoire de Caroline Thorpe érigé au sommet de Codden Hill, à Bishop's Tawton.

Ces piètres résultats suscitent une vague de critiques à l'égard du leader qui cessent brutalement lorsque, dix jours après le scrutin, Caroline Thorpe trouve la mort dans un accident de voiture. Jeremy Thorpe se consacre à son deuil pendant les deux années qui suivent et se concentre sur un projet de monument à la mémoire de son épouse. Durant cette période de retrait, le parti se remet progressivement et réalise quelques progrès lors des élections locales de 1971 en délaissant en partie les questions d'ordre national pour se concentrer sur la vie politique au niveau local,.
Début 1972, une fois le monument érigé au sommet de Codden Hill, à Bishop's Tawton, Thorpe reprend le fil de sa carrière politique. En février, il aligne son parti sur la ligne gouvernementale lors des débats entourant l'entrée du Royaume-Uni au sein de la Communauté économique européenne. Le projet de loi devant permettre cette entrée rencontre l'opposition des travaillistes et d'une partie de la majorité conservatrice, mais avec le soutien des libéraux, il est adopté en deuxième lecture avec une majorité de huit voix. Le Parti libéral connaît alors un pic de popularité auprès du public, qui est déçu par les deux grands partis, et remporte de francs succès lors des élections locales et partielles. Cinq circonscriptions sont conquises en 1972-1973 : Rochdale, Sutton, Isle of Ely, Ripon et Berwick-upon-Tweed,.
Jeremy Thorpe se remarie le 14 mai 1973 avec Marion Stein, pianiste professionnelle et ex-femme de George Lascelles. Ils se sont rencontrés l'année précédente par l'entremise de Moura Lympany. L'année se termine moins bien pour Thorpe avec la ruine de London & County Securities, une banque où il occupait depuis mai 1971 un poste de directeur. La rumeur parle de mauvaises pratiques et de fraudes, mais les détails de l'affaire ne sont révélés qu'en 1976.

## Aux portes du pouvoir

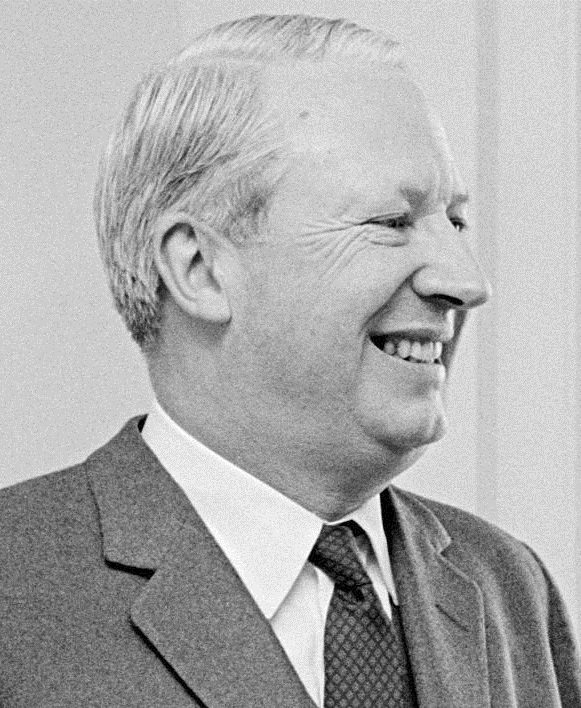
Le Premier ministre conservateur Edward Heath tente sans succès, en 1974, de négocier une coalition avec les libéraux dirigés par Thorpe.

Les élections anticipées de février 1974 sont pour Thorpe une occasion en or : le mécontentement à l'égard des deux grands partis n'a jamais été aussi fort, de même que le soutien dont bénéficient les libéraux. Ces derniers reçoivent effectivement six millions de votes, soit 19,3 % des suffrages : du jamais vu depuis 1929. Néanmoins, le système de scrutin uninominal majoritaire à un tour empêche ces records de se répercuter sur la composition de la Chambre des communes, où seuls 14 libéraux sont élus. Thorpe lui-même est réélu avec une majorité de 11 072 voix. Néanmoins, l'élection n'a pas permis de dégager une majorité. Les travaillistes obtiennent 301 sièges, contre seulement 291 pour les conservateurs ; mais comme ces derniers enregistrent un pourcentage de voix légèrement supérieur en leur faveur (37,9 % contre 37,1 %), le Premier ministre Edward Heath choisit de ne pas démissionner mais de négocier avec les libéraux pour les intégrer au sein d'une coalition dirigée par le Parti conservateur. Il organise une rencontre avec Thorpe le 2 mars pour en discuter. Sa préférence irait à une coalition en bonne et due forme, avec un poste au sein du cabinet pour Thorpe et des porte-feuilles moins importants pour d'autres membres du Parti. Si Thorpe refuse, Heath est prêt à accepter une collaboration moins formelle entre les deux partis, qui permettrait néanmoins aux conservateurs de rester au pouvoir.
Le lendemain, après avoir débattu avec quelques collègues, Thorpe prévient Heath qu’un arrangement entre les deux partis ne pourra être conclu sans un engagement clair des conservateurs en faveur d’une réforme électorale. Thorpe suggère la création d’une commission dont les recommandations, après validation par les libéraux, pourraient servir de base à un projet de loi. Heath et Thorpe se rencontrent une deuxième fois après avoir consulté à nouveau leurs partis. Heath explique que les conservateurs, sans être opposés à la mise en place d’une commission, ne peuvent s’engager à accepter ses recommandations sans un vote à la Chambre des communes,. C’est inacceptable pour Thorpe, qui propose la création d’un gouvernement d’union nationale pour régler les graves problèmes économiques dont souffre le pays. Heath refuse et démissionne le 4 mars .
Par la suite, Thorpe reconnaîtra qu’une coalition aurait certainement déchiré le Parti libéral en deux : ses membres les plus radicaux, en particulier les Jeunes libéraux, n’auraient jamais accepté un tel développement. En outre, cette coalition entre conservateurs et libéraux n’aurait pas suffi à obtenir une majorité. Il aurait été nécessaire de conclure des accords supplémentaires avec le SNP ou l’UUP, sous peine de voir la coalition chuter dès l’ouverture de la session parlementaire,.
Après la démission de Heath, Harold Wilson forme un gouvernement travailliste minoritaire. Afin d’obtenir une majorité à la Chambre, il annonce de nouvelles élections pour le mois d’octobre. Thorpe est persuadé que le Parti libéral a l’occasion de frapper un grand coup, peut-être même d’obtenir une majorité. Il mène campagne sous le slogan « One more heave » (« encore un effort »), mais ses espoirs sont déçus par les résultats : les libéraux perdent 700 000 voix et un siège de député par rapport à février, tandis que Wilson remporte une majorité, certes réduite (trois députés seulement), mais suffisante pour que les libéraux ne puissent plus se poser en faiseurs de rois. Leur échec est probablement lié à leur manque d’identité propre : leur seul attrait pour le grand public, qui ne connaît pas grand-chose de leur programme, est de n’être ni conservateurs, ni travaillistes. Le parti souffre également de la distance qui sépare ses militants les plus à gauche de ses votants les plus récents, pour beaucoup des conservateurs déçus. Thorpe confie à un proche qu’à moins d’un gros succès rapidement, ses jours comme leader sont comptés.

## L'affaire Norman Scott

### Une relation tumultueuse

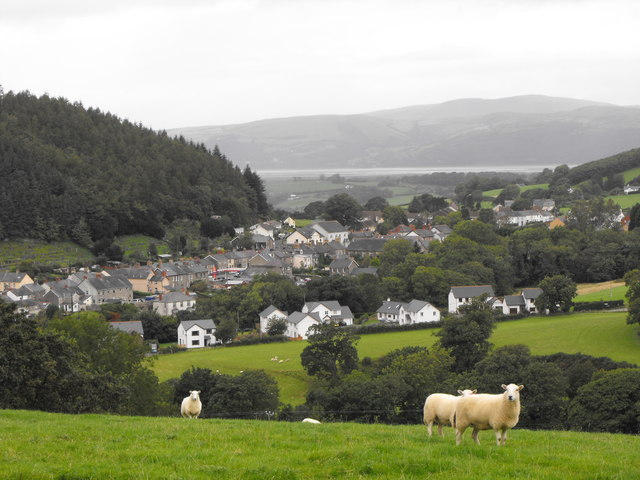
Le village de Tal-y-Bont au Pays de Galles, où Scott s'installe en 1971 mais d'où il continue à poursuivre Thorpe de ses chantages.

Des informations sur les activités homosexuelles de Thorpe parviennent occasionnellement aux oreilles des autorités ; la police effectue quelques enquêtes et les services du renseignement intérieur (MI5) collectent des données, mais il n'est pas inquiété pour autant. En 1971 toutefois, il doit faire face à une enquête interne au parti, en réponse aux accusations de Norman Scott, un ancien moniteur d'équitation et mannequin raté qui se plaint d'avoir subi de mauvais traitements de la part de Thorpe au terme d'une relation homosexuelle entamée dès le début des années 1960. Mais l'enquête lave le député de tout soupçon,.
Scott avait en effet rencontré Thorpe début 1961. Âgé de 20 ans, se faisant appeler Norman Josiffe, il est alors garçon d'écurie et travaille pour un ami de Thorpe ; leur rencontre est fort brève, mais un an plus tard, Scott se présente au Parlement pour demander de l'aide à Thorpe car il se trouve dans une mauvaise passe financière. D'après Thorpe, une amitié naît à ce moment ; mais il dément tout rapport physique entre eux. De son côté, Scott affirme avoir cédé aux avances de Thorpe la nuit suivant l'épisode au Parlement. Tout au long des années qui suivent, Thorpe fournit à Scott de l'aide en lui trouvant du travail ou des solutions de logement ; mais loin de lui témoigner de la gratitude, Scott lui en veut de plus en plus et le soupçonne d'être la cause de tous ses maux. Il le menace régulièrement de dévoiler leur relation au grand jour.
En 1965, Thorpe se tourne vers son collègue député Peter Bessell pour qu'il l'aide à résoudre ce problème. Bessell rencontre Scott et l'avertit que ses accusations contre Thorpe peuvent le faire accuser de chantage ; toutefois, il consent à faire fournir à Scott une carte d'assuré social, dont l'absence est depuis longtemps une pomme de discorde entre lui et Thorpe. Mais un an plus tard, Scott revient à la charge et parvient à se faire payer un « acompte » de 5 £ par semaine, qu'il considère comme une compensation pour toutes les prestations sociales qu'il n'aurait jamais touchées à cause de Thorpe. Bessell avoue plus tard que dès 1968, Thorpe envisage diverses possibilités de réduire Scott au silence de façon définitive, et qu'il songe à demander à David Holmes, son vieil ami d'Oxford, de s'en charger. Holmes, qui avait joué le rôle de témoin au mariage de Thorpe, lui est entièrement dévoué.
Contre toute attente, Scott se marie en 1969, et les problèmes semblent s'éloigner. Mais le mariage ne dépasse pas l'année 1970, et Scott se persuade que Thorpe en est responsable. Il s'installe en 1971 dans un village au pays de Galles et fait la connaissance d'une veuve à qui il raconte à quel point Thorpe le maltraite. Celle-ci en parle au député local Emlyn Hooson, ce qui mène à l'enquête interne au parti qui lave Thorpe de tout soupçon mais laisse Scott humilié et blessé. Il sombre d'abord dans la dépression, puis revient à la charge et raconte son histoire à qui veut l'entendre. On est alors en 1974, Thorpe est porté par une vague électorale qui bénéficie considérablement aux libéraux, et il craint terriblement de perdre la main sur les affaires du parti à cause de cette mauvaise publicité. Comme le souligne l'historien Dominic Sandbrook : « l'enjeu n'avait jamais été aussi élevé, et il n'avait jamais été aussi urgent de réduire Scott au silence. »

### Tourmente et démission
Scott tente pendant des années de vendre son histoire à la presse, mais sans succès. Le magazine satirique Private Eye juge en 1972 que c'est une histoire « diffamatoire, improuvable, et surtout qui date d'il y a dix ans ». La presse ne réagit pas davantage en octobre 1975 lorsqu'un certain Newton menace de tuer Scott mais ne parvient qu'à abattre son chien Rinka : peut-être les journaux attendent-ils quelque chose de plus scandaleux encore. En revanche, leur réticence est levée en janvier 1976 lorsque Scott passe en jugement dans une affaire mineure concernant une fraude à la sécurité sociale, et en profite pour clamer qu'il est persécuté à cause de son histoire passée avec Thorpe. Comme cette déclaration est faite au tribunal, elle échappe aux règles qui punissent la diffamation, et sa diffusion est donc permise ; la presse ne s'en prive pas. De plus, le 29 janvier, l'organisme gouvernemental chargé du commerce publie un rapport sur la faillite de la banque London & County Securities, où Thorpe était directeur. Le rapport souligne la légèreté avec laquelle Thorpe s'est engagé auprès de l'entreprise sans vraiment s'informer sur elle.
Pris dans cette tourmente, Thorpe est quelque peu soulagé lorsque Bessell reparaît en février : son ancien collègue au Parlement avait en effet disparu en Californie après avoir démissionné et tenté de fuir une série d'échecs commerciaux, mais il est retrouvé par les journalistes du Daily Mail. Bessell n'est pas très clair sur les relations qu'il a pu entretenir avec Scott, mais il insiste fortement sur l'innocence complète de son ancien collègue député.
Le 16 mars 1976 s'ouvre le procès de Newton, l'agresseur de Scott. Celui-ci réitère ses affirmations concernant Thorpe, en dépit des efforts du ministère public pour le faire taire. Newton est reconnu coupable et condamné à deux ans de prison, mais il n'implique pas Thorpe. Parallèlement, le soutien populaire pour le Parti libéral perd de plus en plus de terrain, comme en témoignent les résultats décevants d'élections partielles en mars : l'ancien dirigeant du parti, Jo Grimond, attribue ces revers à la défiance grandissante du public envers Jeremy Thorpe. Le 14 mars, le Sunday Times publie un texte de Thorpe en réponse aux accusations de Scott, titré « Les mensonges de Norman Scott ». Malgré tout, de nombreux dignitaires du parti jugent à ce stade qu'il devrait démissionner,.
Sa situation devient plus inconfortable encore lorsque Bessell, inquiet pour son propre avenir, avoue le 6 mai au Daily Mail qu'il a menti dans ses déclarations afin de protéger son ancien dirigeant de parti. De son côté, Thorpe tente de prendre les devants face aux menaces de Scott de publier son courrier, et il confie au Sunday Times la publication de deux lettres datées de 1961 ; ces lettres ne permettent pas de conclure à sa culpabilité, mais elles laissent penser qu'il n'a pas dit toute la vérité quant à ses relations avec Scott. Le 10 mai 1976, cerné de toutes parts par les critiques, Thorpe démissionne de la direction du Parti libéral, « convaincu qu'une détermination absolue à détruire le leader risque bien d'aboutir à la destruction du parti ».

## Le calme avant la tempête

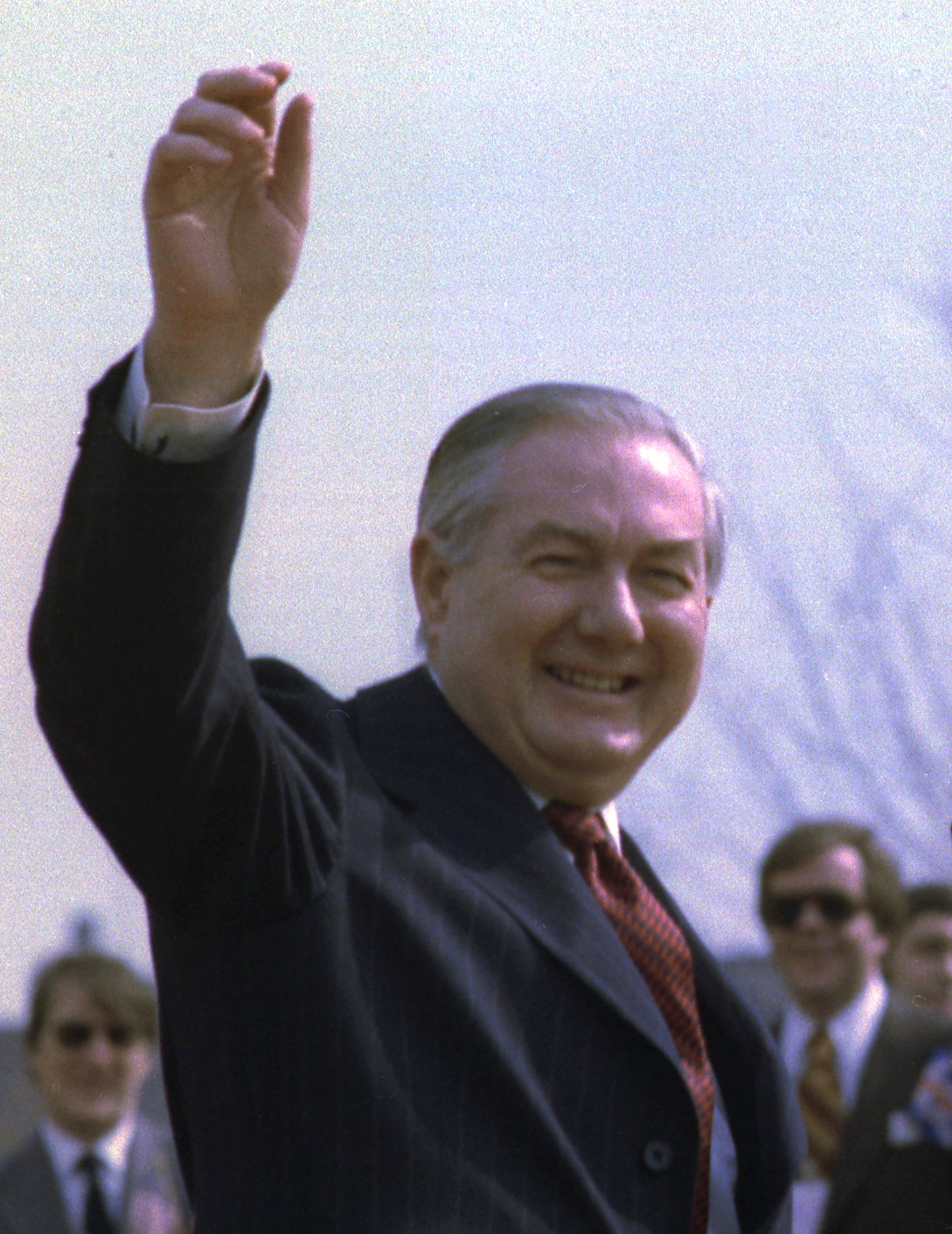
James Callaghan, Premier ministre de 1976 à 1979, parvient à conserver le pouvoir en 1977 grâce à l'alliance « Lib-Lab ».

Cette démission permet à Thorpe de bénéficier d'un répit temporaire. Son successeur à la tête du Parti libéral, David Steel, le nomme porte-parole du parti pour les affaires étrangères et le charge des questions européennes. Le Premier ministre est alors James Callaghan, qui a pris la succession de Wilson. Thorpe mène alors une action de lobbying intense auprès du gouvernement pour obtenir que le Parlement européen soit élu au suffrage direct : en effet, les élus européens sont encore, à cette époque, désignés par les parlementaires nationaux,.
Au fil des élections partielles, le Parti travailliste voit sa majorité se réduire et même disparaître : en mars 1977, le gouvernement Callaghan est à la merci d'un vote de défiance qui entraînerait de nouvelles élections générales. Les sondages indiquent que dans cette hypothèse, les deux partis (travailliste et libéral) en sortiraient fort affaiblis ; un pacte « Lib-Lab » est donc conclu pour assurer leur survie mutuelle, pacte au terme duquel les libéraux s'engagent à soutenir le gouvernement en échange de quelques concessions sur les politiques menées. Thorpe manœuvre pour que le pacte comprenne son projet d'aboutir à des élections directes au parlement européen ; mais il échoue sur son objectif principal, qui concerne la part proportionnelle de ce scrutin,. Concernant ses travaux de député, Thorpe soutient les principes de dévolution pour l'Écosse et le Pays de Galles en affirmant que seule une décentralisation des pouvoirs peut éviter une sécession. Dans les débats sur le problème de la Rhodésie, il se déclare en faveur de la démarche du Front patriotique du Zimbabwe pour négocier pacifiquement la fin de la guerre du Bush.
La presse se fait plus discrète à la suite de la démission de Thorpe, mais quelques journalistes continuent tout de même à enquêter. Les plus acharnés d'entre eux, Barry Penrose et Roger Courtiour (souvent évoqués sous le nom collectif de « Pencourt »), creusent la piste de l'espionnage sud-africain avant de retrouver la trace de Peter Bessell en Californie. Bessell renonce désormais à couvrir Thorpe et confie aux journalistes sa version du complot pour assassiner Scott, et le rôle qu'y a joué Thorpe. L'enquête est rendue publique dans le bimensuel Private Eye, au grand dam de Thorpe qui menace les deux enquêteurs de poursuites judiciaires lorsqu'ils viennent tenter de l'interroger jusque chez lui dans le Devon, au début de l'année 1977.
En octobre 1977, la période relativement calme pour Thorpe touche à sa fin lorsque Newton sort de prison et vend son témoignage à l'Evening News (en). Il déclare avoir été payé par « un Libéral de premier plan » pour assassiner Scott, ce qui provoque un grand émoi et pousse la police à mener une enquête poussée. Thorpe s'efforce malgré tout de continuer à mener une vie publique normale, que ce soit au Parlement ou en-dehors. Le 1er août 1978, alors que la perspective de poursuites judiciaires devient pressante, il se renseigne auprès du procureur général pour savoir à quel niveau de revenu il est possible de bénéficier d'une aide juridique gratuite. Le lendemain, il prononce son ultime discours à la Chambre au cours d'un débat sur la situation en Rhodésie.

## La chute
Le 4 août 1978, Thorpe est officiellement mis en examen avec Holmes et deux de ses associés pour tentative de meurtre en bande organisée. Il est également accusé d'incitation au meurtre, sur la base de ses échanges supposés avec Bessell et Holmes en 1968. Il est libéré sous caution, et clame alors son innocence et son intention de réfuter les accusations qui pèsent contre lui,. Bien qu'il conserve son poste de député du North Devon, il se retire presque entièrement de la vie publique ; il fait tout de même une apparition remarquée à l'assemblée annuelle des libéraux, au grand déplaisir de la direction du parti qui lui avait demandé de ne pas s'y présenter,.
En novembre 1978, il est convoqué devant les magistrats de Minehead dans le Devon, en compagnie de Holmes et de deux connaissances de ce dernier, John le Mesurier et George Deakin : il s'agit de déterminer si un procès doit être engagé. Scott, Newton et Bessell confirment tous les trois l'existence d'un complot ; il est également révélé que Bessell a touché 50 000 £ pour livrer son témoignage au Sunday Telegraph. Au terme de ces audiences, les quatre accusés sont renvoyés devant le tribunal de Old Bailey, c'est-à-dire la Haute cour criminelle. Le procès doit démarrer le 30 avril 1979, mais le gouvernement Callaghan tombe au mois de mars, ce qui entraîne la tenue de nouvelles élections le 3 mai et repousse l'ouverture du procès au 8 mai.
À l'invitation de l'antenne locale de son parti, Thorpe se présente à nouveau pour défendre son siège du North Devon, bien que beaucoup de ses amis tentent de l'en dissuader. Au niveau national, sa candidature est largement ignorée par les ténors du Parti libéral : parmi ceux-ci, seul John Pardoe, député de North Cornwall, lui apporte son appui. Soutenu par sa femme, sa mère et quelques amis fidèles, Thorpe joue le jeu du combat politique, mais il n'a plus la fougue qui le caractérisait auparavant. Il finit par perdre d'une longueur de 8 500 voix face à son concurrent conservateur Tony Speller. À la Chambre, les conservateurs emportent une majorité de 43 sièges et Margaret Thatcher s'installe au poste de Premier ministre. Thorpe avoue plus tard au Daily Mail qu'« il ne s'attendait pas à se faire étriller. On ne s'y attend jamais. » La part nationale du vote en faveur du Parti libéral tombe à 13,8 %, et ses députés ne sont plus que 11 au lieu de 13. Pour l'historien David Dutton, il ne fait pas de doute que la chute du vote libéral est due pour une bonne part à la mauvaise publicité générée pendant si longtemps par l'affaire Thorpe.

## Procès et acquittement

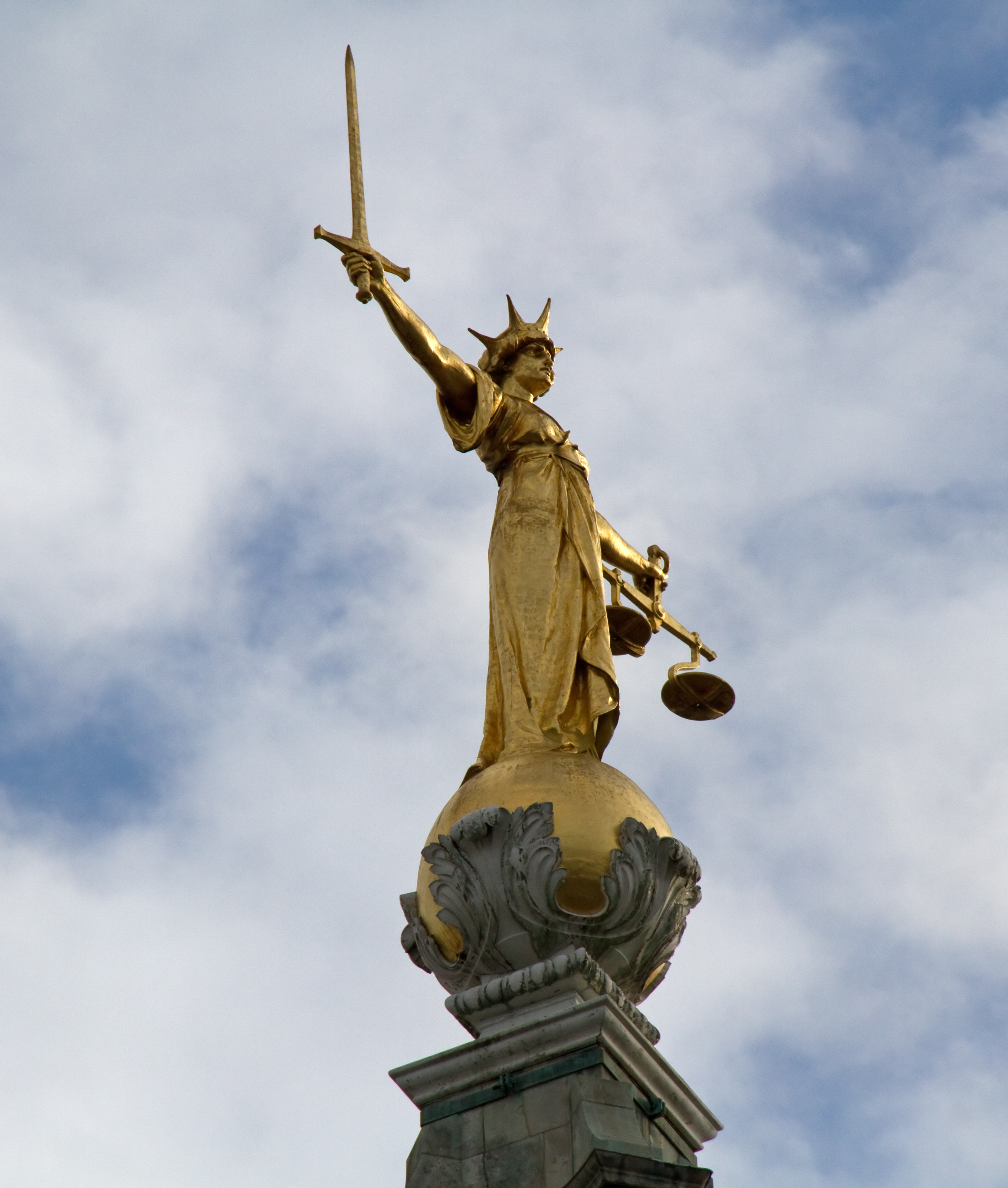
La statue de la justice qui domine le bâtiment de la Haute cour criminelle de Old Bailey, où se tient le procès de Thorpe et de ses co-accusés.

Le procès s'ouvre le 8 mai 1979 sous la présidence du juge Sir Joseph Cantley, et dure six semaines. Thorpe confie sa défense à George Carman (en), qui traite là sa première grande affaire. Carman met rapidement à mal la crédibilité de Bessell en dévoilant l'intérêt qu'il a à faire condamner Thorpe : en effet, en cas d'acquittement, Bessell ne recevrait de la part du journal que la moitié de ses honoraires. Lorsqu'il procède au contre-interrogatoire de Scott le 22 mai, Carman lui demande : « Saviez-vous en 1961 que Thorpe avait des tendances homosexuelles ? » Cette façon indirecte de reconnaître l'homosexualité de son client est un stratagème destiné à éviter que l'accusation ne produise des témoins pour attester des pratiques sexuelles de Thorpe. Mais l'avocat souligne qu'il n'existe de toute façon aucune preuve fiable de la moindre relation sexuelle entre Thorpe et Scott, que Carman qualifie de « menteur invétéré, arriviste et profiteur ».
Pendant plusieurs semaines, le tribunal entend les arguments de l'accusation issus des auditions préliminaires, puis la défense présente ses arguments à partir du 7 juin. Deakin témoigne qu'il a certes présenté Newton à Holmes, mais qu'il pensait qu'il s'agissait simplement de l'aider à s'occuper d'un maître chanteur : il affirme n'avoir jamais rien su d'un complot en vue d'un assassinat. Deakin est le seul témoin cité par la défense : Thorpe et ses co-accusés choisissent de garder le silence et de n'appeler aucun autre témoin, partant du principe que les témoignages de Bessell, Scott et Newton ne suffisent pas à appuyer les thèses de l'accusation.
Le 18 juin, au terme des plaidoiries de l'accusation puis de la défense, le juge entame ses conclusions. Tout en soulignant la remarquable carrière publique de Thorpe, il traite avec mépris les principaux témoins de l'accusation : Bessell est qualifié d'« escroc », Scott est décrit comme un imposteur, un pique-assiette, un pleurnicheur et un parasite « même si, bien entendu, il reste possible qu'il dise la vérité ». Newton, lui, est présenté comme « fermement décidé à grappiller tout ce qu'il peut dans cette affaire ». Le jury se retire pour délibérer le 20 juin, et revient deux jours plus tard avec un verdict d'acquittement pour les quatre mis en cause, sur l'ensemble des accusations. Thorpe émet un bref communiqué où il estime que le verdict le disculpe complètement. Scott se déclare « peu surpris » par le résultat, mais se dit blessé par la façon dont le juge s'est permis de le traiter.
Plusieurs décennies plus tard, en décembre 2014, un collectionneur d'armes à feu anciennes du nom de Dennis Meighan affirme avoir été approché à l'époque par un libéral de haut rang qui reste non identifié, et qui lui a passé contrat pour le meurtre de Scott contre la somme de 13 500 £. Mais Meighan préfère confier le contrat à son associé Newton, à qui il fournit l'arme du crime. Meighan affirme aussi avoir été interrogé par les autorités en 1975, mais que son témoignage est alors modifié de façon importante, afin d'en retirer toute référence à Thorpe. Il n'est d'ailleurs pas convoqué lors du procès. Il déclare ceci : « c'était un coup monté, aucun doute, mais moi ça ne me posait pas de problème. »

## Fin de vie
Acquitté, Jeremy Thorpe annonce qu'il est bien décidé à participer à l'assemblée libérale de 1979, ainsi qu'au prochain Congrès libéral international qui doit avoir lieu au Canada. Son silence au procès est fortement critiqué dans la presse, et aux yeux du grand public, c'est surtout la chance qui lui a permis de s'en sortir. Thorpe accepte à contrecœur de se retirer du Parti libéral et annonce à l'association du North Devon qu'il ne va pas se représenter.
Il tente une reconversion dans plusieurs domaines. Il candidate à la direction du festival d'Aldeburgh et au poste de conseiller aux relations interraciales du Greater London Council, en vain. Ses efforts pour relancer sa carrière télévisuelle sont également des échecs. Sa nomination à la tête de la branche britannique d'Amnesty International est annoncée en février 1982, mais de nombreux membres de l'association s'y opposent et Thorpe se retire au bout d'un mois de controverses. Il reste président du comité politique de l'Association pour les Nations unies, mais en 1985, il se retire presque complètement de la vie publique en raison des progrès de la maladie de Parkinson qui lui a été diagnostiquée en 1979,. Il réside toujours dans le North Devon. En 1987, il accepte la présidence honoraire de l'association libérale-démocrate,. La perspective d'un retour au Parlement par le biais d'une pairie à vie semble atteignable, mais malgré les efforts de ses amis, la direction des Libéraux-démocrates refuse de proposer son nom pour un siège à la Chambre des lords,. Néanmoins, son image est dans l'ensemble quelque peu redorée au sein du parti, et il est accueilli par une ovation debout à la conférence annuelle de 1997. En 1999, Thorpe publie ses mémoires, In My Own Time. Il continue à nier toute relation d'ordre sexuel avec Scott et justifie son absence de participation au procès par son désir de le voir finir au plus vite, puisque d'après lui, l'accusation ne reposait sur rien de tangible.
Lors des élections de 2005, Thorpe fait une apparition télévisée où il critique aussi bien les conservateurs que les travaillistes pour leur soutien à la guerre d'Irak. Trois ans plus tard, il accorde des entretiens au Guardian et au Journal of Liberal History. D'après York Membery, le journaliste du Journal of Liberal History, Thorpe n'est plus capable de communiquer que dans un murmure à peine audible, mais ses capacités cérébrales sont intactes. Dans sa revue de la situation politique du moment, il juge le Premier ministre travailliste Gordon Brown « austère et insignifiant » et décrit son adversaire conservateur David Cameron comme « un thatchérien qui fait semblant d'être progressiste ». Ses opinions pro-européennes se sont quelque peu émoussées, et il considère que l'Union européenne est devenue trop puissante et qu'elle n'a pas suffisamment de comptes à rendre.
Thorpe fait sa dernière apparition publique en 2009, à l'occasion de l'inauguration d'un buste le représentant dans la salle Grimond de la Chambre des communes. Il reste ensuite confiné chez lui. Sa femme Marion s'occupe de lui jusqu'à ce qu'elle soit elle-même trop invalide. Elle meurt le 6 mars 2014. Son mari lui survit neuf mois et meurt le 4 décembre de la même année. Ses funérailles ont lieu le 17 à l'église Sainte-Marguerite de Westminster. Dans l'assistance, on compte cinq de ses successeurs à la tête des Libéraux, puis des Libéraux-démocrates : David Steel, Paddy Ashdown, Charles Kennedy, Menzies Campbell et Nick Clegg.

## Postérité
Jeremy Thorpe espérait rester dans les mémoires pour la manière dont il ravive le Parti libéral dans les années 1960 et 1970, mais sa réputation est irrémédiablement entachée par le procès de 1979. Ainsi, sa carrière est généralement mesurée à l'aune de sa chute plutôt que de ses succès : la nécrologie du Daily Telegraph parle d'une chute « sans parallèle dans l'histoire politique britannique ». Lors du procès, l'accusation évoque « une tragédie de proportions grecques ou shakespeariennes : la destruction lente et inévitable d'un homme en raison d'un unique défaut. »
Après sa mort, des critiques plus amicaux rappellent son libéralisme social et son internationalisme, son engagement contre l'apartheid, la dictature, la peine de mort et le racisme. Il est salué comme un politique de premier ordre, convaincant, drôle et chaleureux. Ses dix années à la tête du Parti libéral sont considérées comme la continuation du regain amorcé sous Jo Grimond, et sa tactique des Winnable Seats annonce l'excellente performance des libéraux-démocrates aux élections de 1997. Néanmoins, cette focalisation sur la stratégie se fait en partie au détriment des idées, et l'historien du Parti libéral David Dutton considère que le positionnement des libéraux à mi-chemin des conservateurs et des travaillistes les laisse sans identité propre, « privés de conviction et de finalité profonde ».
Thorpe mène une double vie tout au long de sa carrière politique : homme politique respectable le jour et homosexuel insouciant la nuit. Jonathan Fryer, militant libéral homosexuel dans les années 1970, considère qu'un coming out aurait été impossible dans le contexte de l'époque. Néanmoins, la double vie de Thorpe agace les libéraux homosexuels à l'époque : « Il voulait le beurre et l'argent du beurre, s'amuser et avoir une famille. »

Dans sa critique de la biographie de Michael Bloch, Douglas Murray écrit : 

« Jeremy Thorpe voulait qu'on se souvienne de lui comme d'un grand leader politique. C'est le cas de tous les hommes politiques, j'imagine, et peut-être qu'on se souviendra de lui plus longtemps que d'aucun autre de ses contemporains. Mais ce sera toujours pour la même chose : Jeremy, Jeremy, pan pan, ouaf ouaf. »